# Kaldarij
Ovo je bila vrlo vruća i sparna prostorija grijana hipokaustom, sustavom podnog grijanja koji je koristio tunele s vrućim zrakom, a grijala ga je peć za koju su brinuli robovi. Ovo je bila najtoplija soba u redovitom nizu soba za kupanje; nakon kaldarija kupači bi se vraćali kroz tepidarij do frigidarija.
Kaldarij (lat. Caldarium, također zvan calidarium, cella caldaria ili cella coctilium) bila je prostorija s toplom kupkom koja se koristila u kompleksu rimskih kupatila.
Ovo je bila vrlo vruća i sparna prostorija grijana hipokaustom, sustavom podnog grijanja koji je koristio tunele s vrućim zrakom, a grijala ga je peć za koju su brinuli robovi. Ovo je bila najtoplija soba u redovitom nizu soba za kupanje; nakon kaldarija kupači bi se vraćali kroz tepidarij do frigidarija.
U kaldariju bi se nalazila kupka (alveus, piscina calida ili solium) tople vode potopljena u pod, a ponekad je postojao čak i lakonikum — vruće, suho područje za izazivanje znojenja.
Potrošači kupelji koristili bi se maslinovim uljem za čišćenje nanoseći ga na svoje tijelo i koristeći strigil kako bi uklonili višak. Ovo se ponekad ostavljalo na podu kako bi ga robovi pokupili ili vraćalo u lonac da bi ga žene koristile za kosu.
Temperatura kaldarija nije točno poznata: međutim, budući da su Rimljani koristili sandale s drvenim potplatom, nije mogla biti viša od 50–55 °C.
Kupač bi čekao dovoljno dugo da se počne znojiti, kako bi se zaštitio od opasnosti da prenaglo uđe u susjednu prostoriju s visokom temperaturom.  

## Vanjske poveznice
|  | Zajednički poslužitelj ima još gradiva o temi Kaldarij |

- Grčke i rimske kupelji u projektu Perzej